# Molson
La Molson Canada è la più vecchia industria della birra in Canada. È una filiale della multinazionale statunitense della birra Molson Coors Beverage Company plc. Molson Canada impiega 3500 dipendenti attraverso il Canada, che includono industrie della birra a Vancouver, Edmonton, Creemore, Toronto, Montréal e St. John's. Molson gestisce così due micro-industrie della birra, la Place GM de Vancouver e il Centre Air Canada de Toronto.. Molson detiene attualmente il 45% del mercato della birra canadese.

## Storia
La società fu fondata in 1786 da John Molson, che ne fa la più vecchia industria della birra in America, e la seconda più vecchia società in Canada dopo la Compagnie de la Baie d'Hudson. La prima industria della birra Molson era situata lungo il fiume San Lorenzo a Montréal nella zona dove si trova oggi la propria direzione. Un membro della famiglia Molson della sesta generazione, Éric Molson, presiede il consiglio d'amministrazione della Molson Coors Brewing Company. I membri della famiglia della settima generazione fanno parte anche loro dell'impresa. I figli Éric, Geoff sono vicepresidenti della sezione dell'impresa in Québec. L'altro figlio, André, è membro del consiglio d'amministrazione della Molson Coors Brewing Company. Molson rimane una famiglia canadese emblematica. Detiene il 50% dell'azienda che controlla l'entità fusa Molson Coors Brewing Company.
Oggi Molson Coors è il quinto fabbricante di birra in importanza nel mondo. I marchi delle birre della Molson sul mercato del nord americano includono Molson Canadian, Molson Canadian Légère, Molson Ice, Molson Golden, Molson Export, Molson Dry, Molson XXX, Stock Ale, Pilsner, Carling, Tornade, Bohemian et Calgary. In Brasile, dopo le acquisizioni degli anni 2000, 2002 e 2006, Molson possiede delle azioni nelle marche Bavaria e Kaiser. Dal gennaio 2006, Molson possiede il 15% delle parti e sede al consiglio d'amministrazione di Cervejarias Kaiser che tratta Kaiser. Molson tratta anche sotto licenza le birre Fosters per i mercati canadesi ed americani. Molson possiede i diritti di vendita per i marchi Corona nell'est di Manitoba, e i diritti di vendita per i prodotti Heineken e Miller in Canada.

### Molson in NHL
Il 20 giugno 2009, i fratelli Geoff Molson, Andrew Molson e il padre Eric Molson hanno annunciato l'acquisto dell'80,1% dei Montreal Canadiens dall'uomo d'affari George Gillett. I Canadiens sono storicamente la squadra di hockey di maggior successo della NHL. Nel giugno 2009, il consorzio guidato dai fratelli Molson ha acquisito il restante 19,9% delle quote della squadra.

## Elenco delle birre Molson prodotte
- Molson Canadian
- Molson Canadian Sub-Zero
- Molson Canadian Light
- Molson Canadian Ice
- Molson Canadian Cold Shots 6.0
- Molson Brador
- Molson Dry
- Molson Special Dry
- Molson Special Dry Cold Shots 6.5
- Molson Bohemian
- Molson Exel
- Molson Export
- Molson Golden
- Molson Ice
- Molson Kick

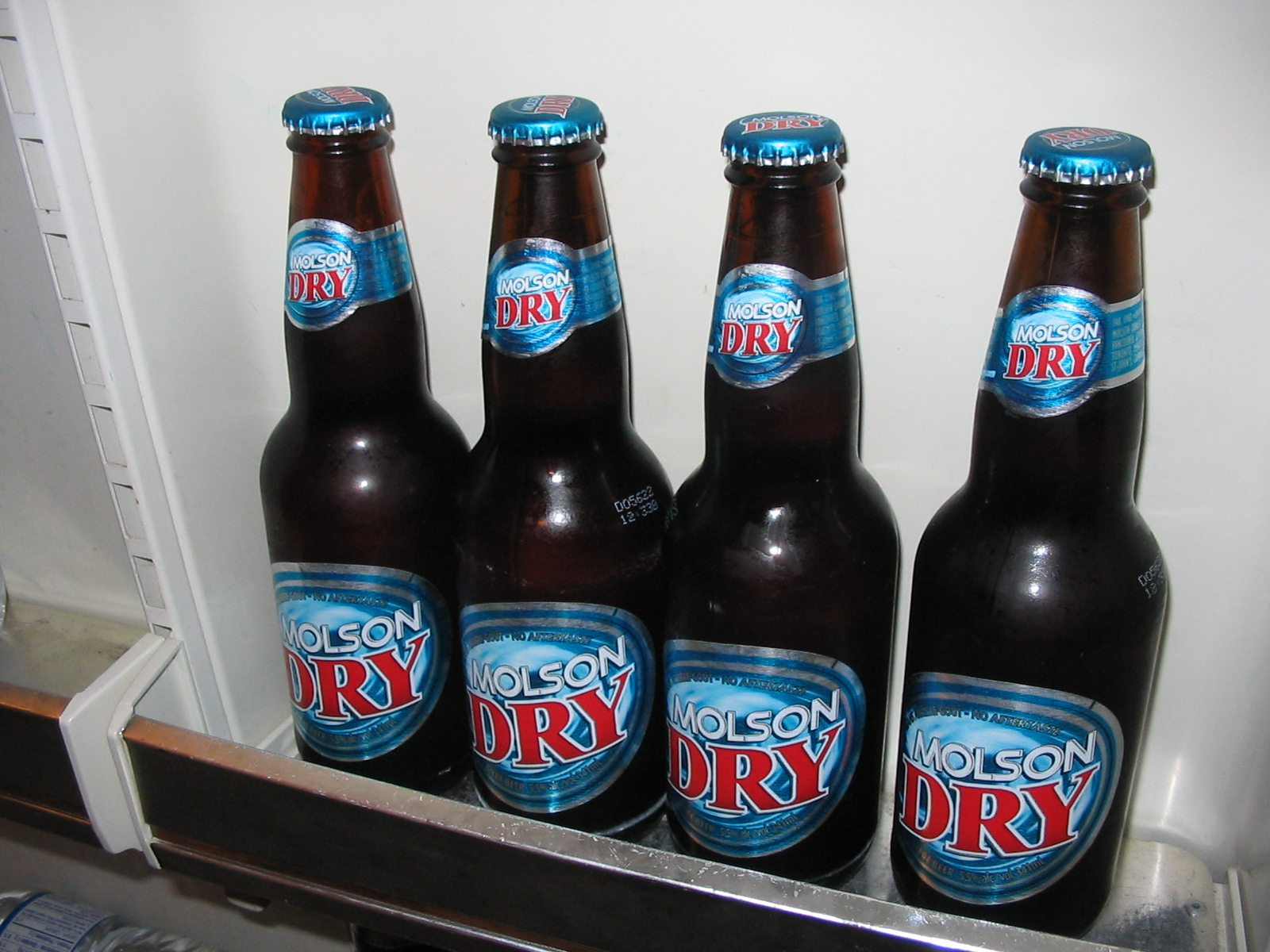
Molson Dry

- Molson Standard Lager (Soltanto disponibile in Manitoba)
- Molson Stock Ale
- Molson Ultra
- Molson XXX
- Carling Black Label
- Old Style Pilsner
- Rickard's Red
- Rickard's Pale Ale
- Rickard's Honey Brown
- Rickard's White
- Laurentide
- Black Horse (Soltanto disponibile in Terranova)
- Coors Light
- Caffrey's
- O'Keefe

## Partner di Molson in Canada
- Corona
- Negra Modelo
- Heineken
- Fosters
- Miller Genuine Draft